# Ilha de Santiago
| Santiago                | |
| Localização de Santiago | |
| Gentílico: santiaguense | |
| Maior centro urbano     | Cidade da Praia, cerca de 151,436 habitantes. |
| Concelhos               | Praia, São Domingos, Santa Catarina, São Salvador do Mundo, Santa Cruz, São Lourenço dos Órgãos, Ribeira Grande de Santiago, São Miguel e Tarrafal |
| Área                    | 991 km² |
| População               | 266.161 |
| Grupo                   | Sotavento |
| Elevação máxima         | 1.394 m, Pico da Antónia |
| Coordenadas             | 14° 54′ N e 15° 20′ N 23° 25′ W e 23° 46′ W |
| Mapa de Santiago        | |

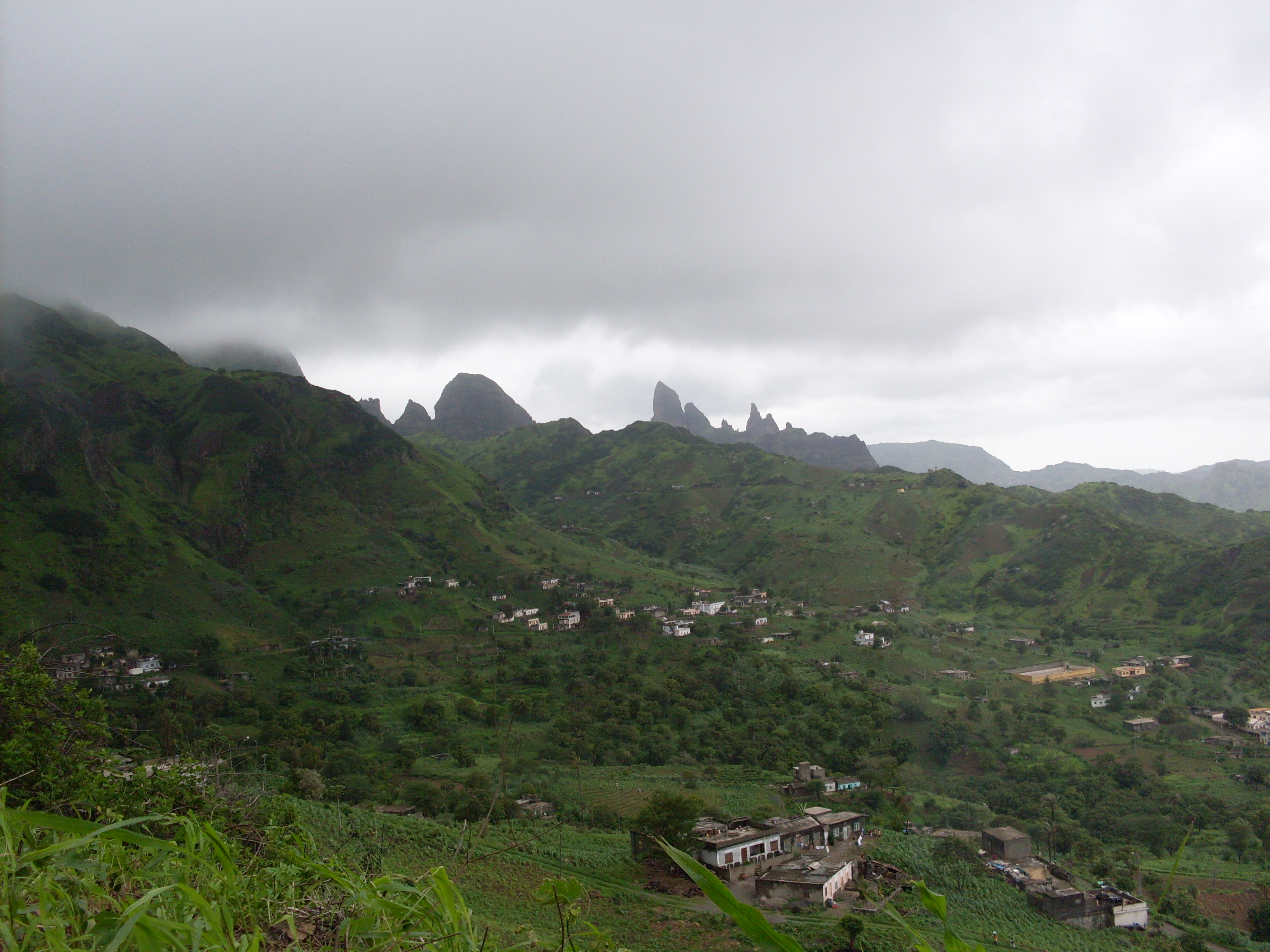
Vista da Ribeira de São Domingos, de Água de Gato, em Santiago

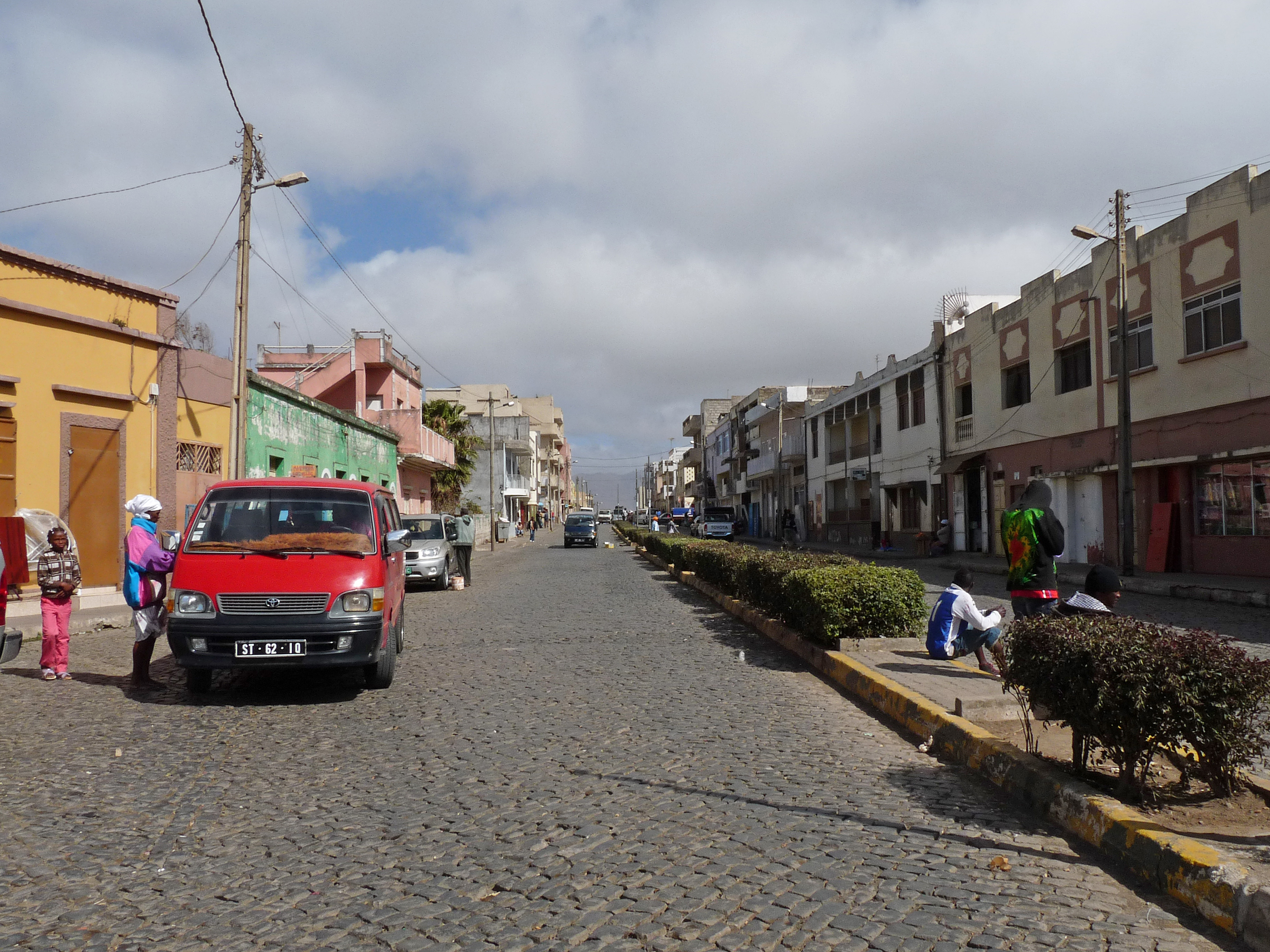
Avenida Amilcar Cabral, Assomada

Santiago é a maior ilha do arquipélago de Cabo Verde, pertencente ao grupo do Sotavento. Estende-se por cerca de 54,9 km de comprimento, no sentido norte-sul e cerca de 35 km de largura, no sentido leste-oeste. Dista cerca de 50 km em linha reta da ilha do Fogo, a oeste, e 25 km da ilha de Maio, a leste. Administrativamente, está dividida em nove concelhos. A cidade da Praia é ao mesmo tempo a capital do país e sua cidade mais populosa. A ilha de Santiago e a Praia tiveram extraordinário desenvolvimento desde a independência em 1975, tendo a população duplicado desde aquele ano. Uma das povoações mais antigas é São Domingos, em vale do mesmo nome, no interior da ilha.
A ilha dispõe do recentemente expandido (novembro de 2005) Aeroporto Internacional da Praia (Aeroporto Internacional Nelson Mandela), com pista de 2 100 m de comprimento por 45 m de largura, altitude de 70 m MSL (Mean Sea Level, nível médio do oceano), código internacional "RAI". Situado a apenas 3 km do centro da cidade, o aeroporto recebe voos internacionais procedentes da Europa (Lisboa, Paris, Amesterdão, Munique), da América do Sul (Fortaleza, Brasil), da América do Norte (Boston) e do continente africano, além dos voos domésticos.
Ribeira Grande de Santiago, antes Cidade Velha, a 15 km a oeste da Praia, na costa, foi a primeira capital de Cabo Verde.
Cerca de 50 km a norte da Praia localiza-se a cidade de Assomada com o seu concorrido mercado e o Museu da Tabanka. A norte da ilha, a cerca de 75 km da Praia, está a vila do Tarrafal, praia de areias claras e palmeiras, com alguma estrutura turística. Nesse mesmo concelho está o antigo Campo do Tarrafal criado pelo Governo português do Estado Novo ao abrigo do Decreto-Lei n.º 26.539, de 23 de Abril de 1936.
A variante do crioulo cabo-verdiano falada em Santiago recebe o nome popular de badiu, termo também utilizado para designar o natural dessa ilha.
Existem diversas atrações que podem ser visitadas na Ilha de Santigo como o Mercado Municipal da Praia, Feira da Sucupira, Plateau, Farol de Maria Pia, Cruz de Papa, Monumento a Diogo Gomes, Igreja de nossa Senhora da Graça, entre outros.

## Cidades, vilas e lugares

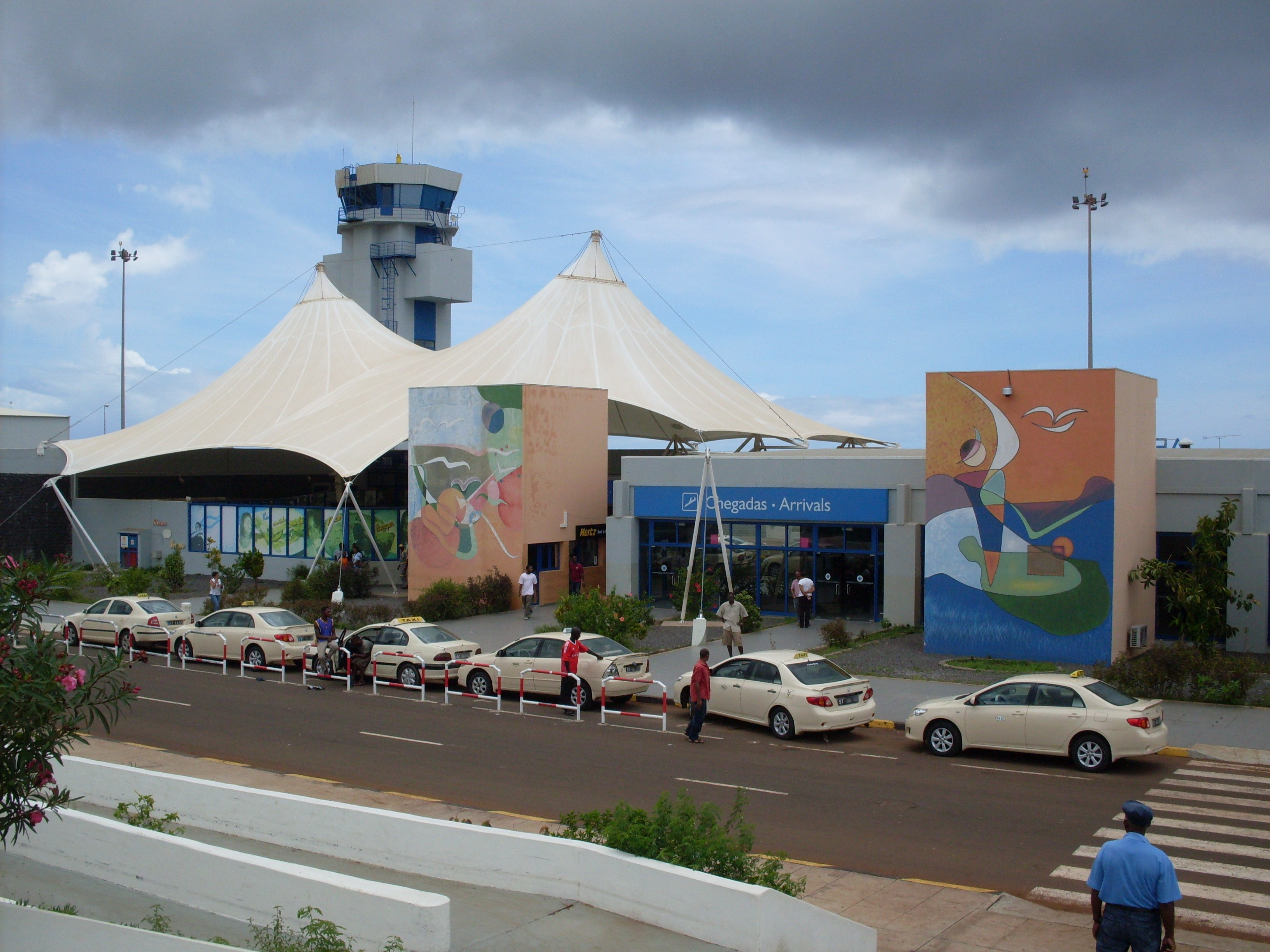
Aeroporto Internacional da Praia

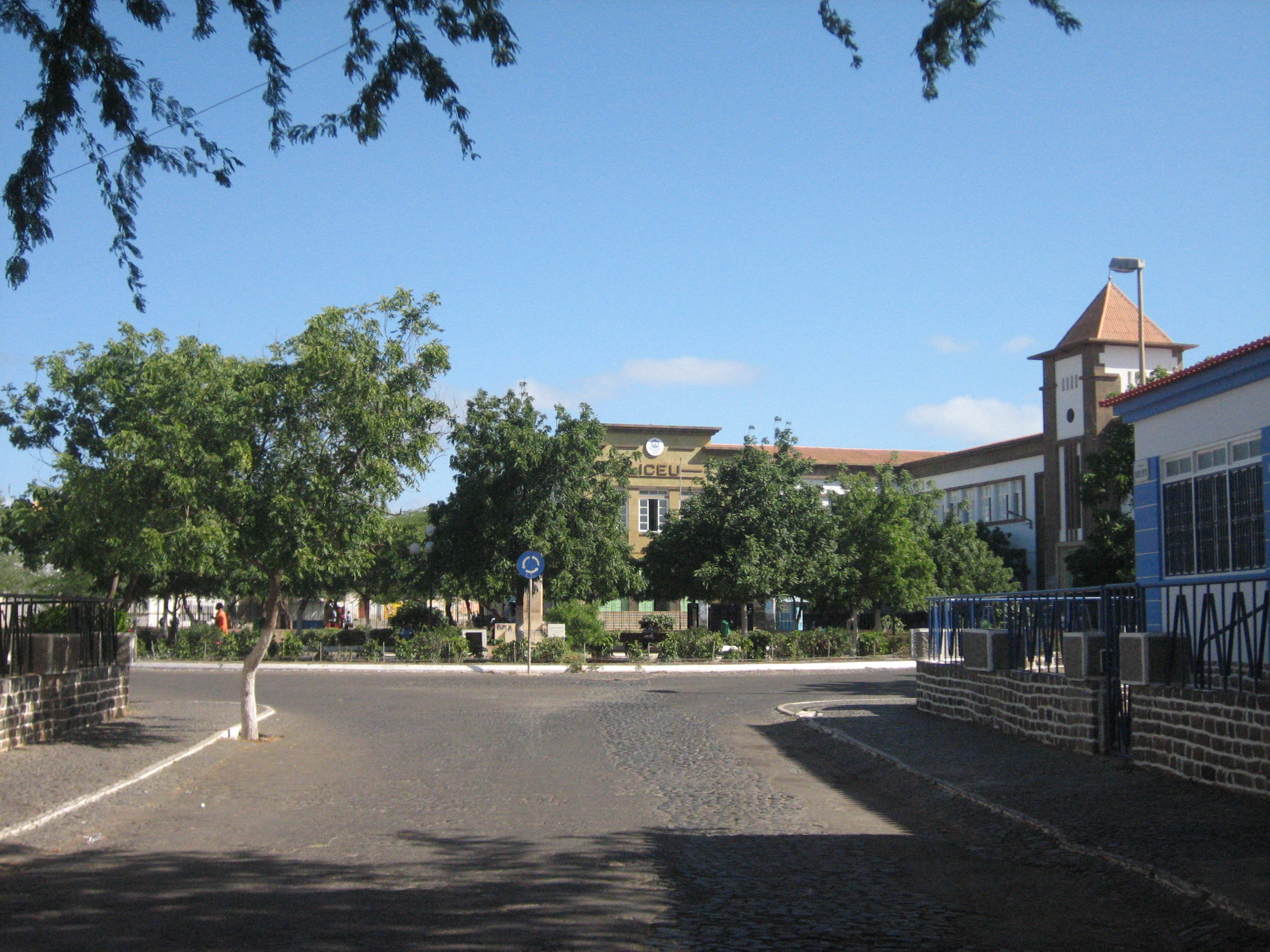
Praça Domingos Ramos, Praia

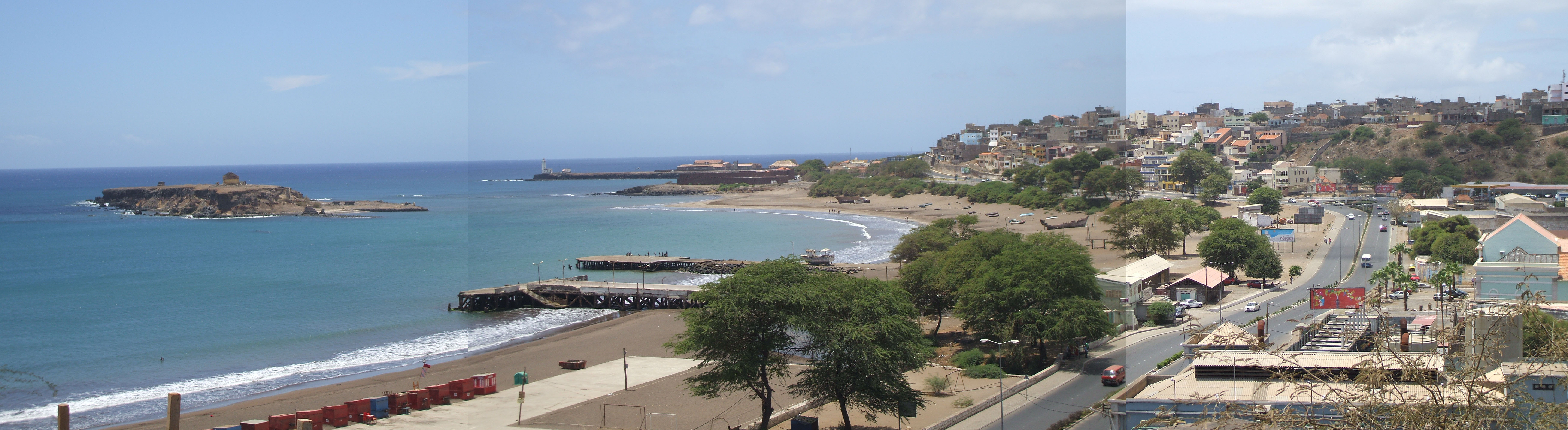
Plateau da Gamboa, Praia

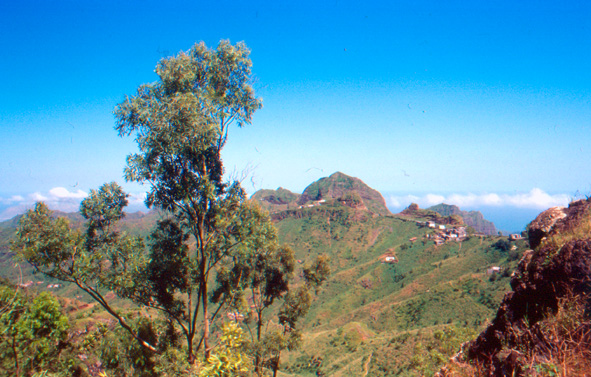
Serra da Malagueta

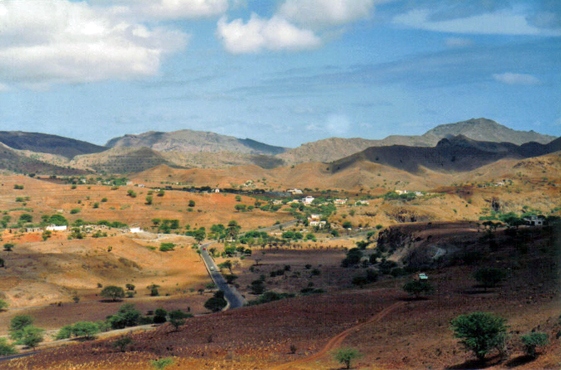
Interior sul de Santiago

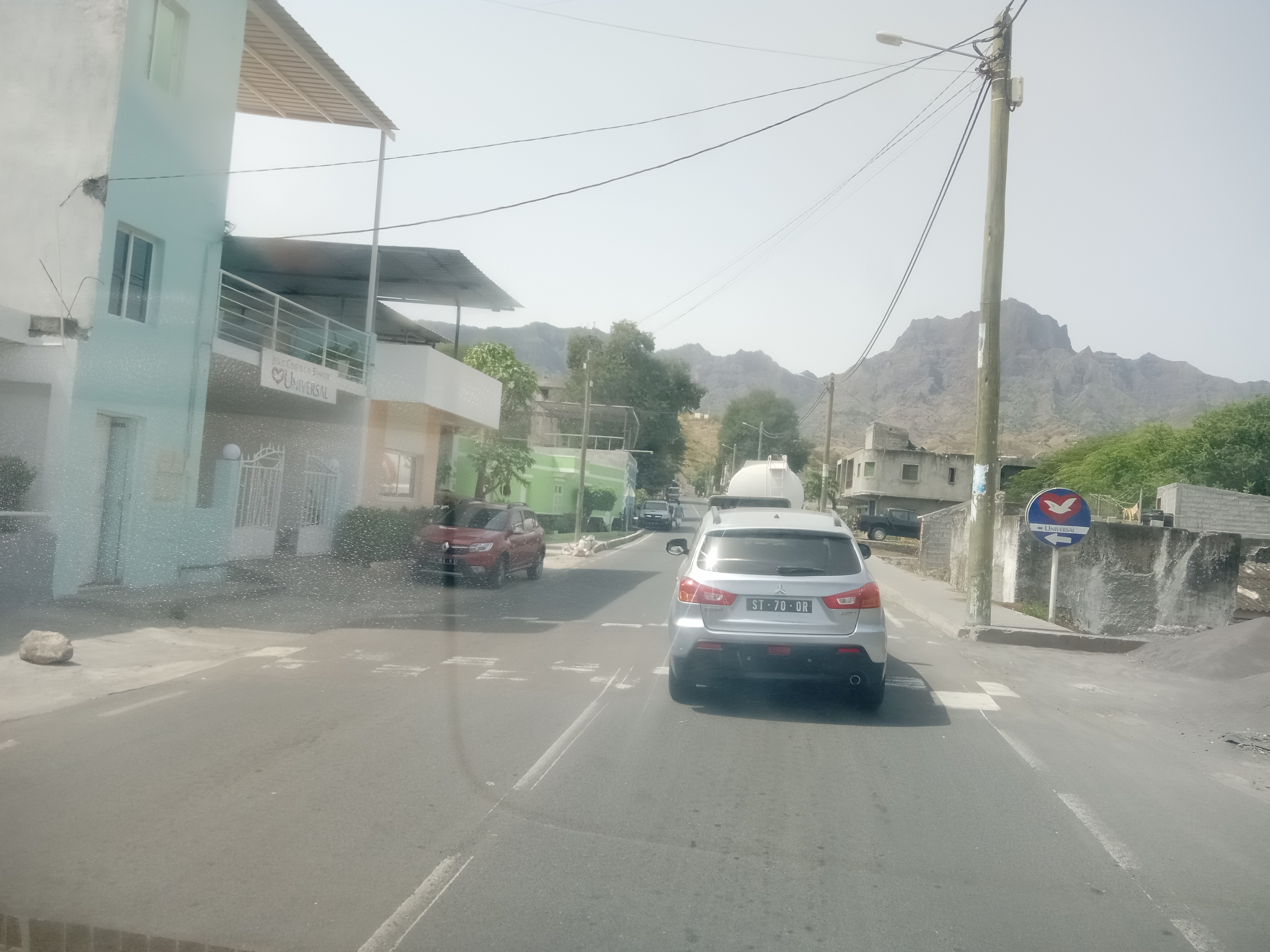
Cidade de João Teves, São Lourenço dos Órgãos

- Assomada
- Boa Entrada
- Calheta de São Miguel
- Chão Bom
- Cidade Velha
- Figueira da Naus
- João Varela
- Mangue de Sete Ribeiras
- Pedra Badejo
- Picos
- Ponta Rincão
- Porto Formoso
- Porto Gouveia
- Porto Mosquito
- Praia
- Praia Baixo
- Principal
- Ribeira da Barca
- Ribeira da Prata
- Rui Vaz
- Santa Ana
- São Domingos
- São Francisco
- São Jorge dos Órgãos
- São Jorginho
- Tarrafal
- Trás os Montes

## Personalidades
- António Mascarenhas Monteiro - ex-presidente
- António Lopes Cardoso - político
- António Pedro - encenador, escritor e artista plástico
- Arménio Vieira - escritor
- Carlos Alberto Martins (Katchás) - músico
- Gregório Vaz (Codé di Dona) - músico e compositor
- Jorge Barbosa - escritor
- José Maria Neves - antigo primeiro-ministro
- José Ulisses Correia e Silva - atual primeiro-ministro
- Joaquim Manuel Andrade (Dr. Azágua) - académico, poeta, kriolista
- Mário Lúcio - músico e escritor
- Orlando Monteiro Barreto (Orlando Pantera) - compositor, músico e cantor
- Osvaldo Furtado (Vadú) - cantor

1. Ano Nobo
2. Sema Lopi
3. Nácia Gomi
4. Intoni denti d Ouro